# Zyprischer Fußballpokal 2001/02
Der Zyprische Fußballpokal 2001/02 war die 60. Austragung des zyprischen Pokalwettbewerbs. Er wurde vom zyprischen Fußballverband ausgetragen. Das Finale fand am 11. Mai 2002 im GSP-Stadion von Nikosia statt.
Pokalsieger wurde Anorthosis Famagusta. Das Team setzte sich im Finale gegen Ethnikos Achnas durch. Anorthosis qualifizierte sich durch den Sieg für den UEFA-Pokal 2002/03.

## Modus
Die Begegnungen der Vorrunde und der 1. Runde wurden in einem Spiel ausgetragen. Bei unentschiedenem Ausgang wurde das Spiel um zweimal 15 Minuten verlängert. Stand danach kein Sieger fest, folgte ein Wiederholungsspiel auf des Gegners Platz. Endete auch dies unentschieden, gab es eine Verlängerung und gegebenenfalls ein Elfmeterschießen.
Von der 2. Runde bis zum Halbfinale wurden alle Begegnungen in Hin- und Rückspiel ausgetragen. Bei Torgleichheit entschied zunächst die Anzahl der auswärts erzielten Tore, danach eine Verlängerung und schließlich das Elfmeterschießen.

## Teilnehmer
| First Division (14) | Second Division (14) | Third Division (14) | Fourth Division (8) |
| --- | --- | --- | --- |
| - AEK Larnaka - AEL Limassol - AE Paphos - Alki Larnaka - Anorthosis Famagusta - APOEL Nikosia - Apollon Limassol - Doxa Katokopia - Enosis Neon Paralimni - Ermis Aradippou - Ethnikos Achnas - Ethnikos Assia - Olympiakos Nikosia - Omonia Nikosia | - Adonis Idaliou - AEZ Zakakiou - Anagennisi Deryneia - Anagennisi Germasogeias - APEP Pitsilia - Aris Limassol - ASIL Lysi - Chalkanoras Idaliou - Digenis Akritas Morphou - Enosis Kokkinotrimithia - Enosis Neon THOI Lakatamia - Nea Salamis Famagusta - Omonia Aradippou - Onisilos Sotira | - AEK/Achilleas Agios Theraponta - Akritas Chlorakas - AO Agia Napa - ATE PEK Ergaton - Elia Lythrodonta - Iraklis Gerolakkou - Kinyras Empas - MEAP Nisou - Othellos Athienou - PAEEK Kyrenia - PEFO Olympiakos Limasol - Rotsidis Mammari - SEK Agiou Athanasiou - Sourouklis Troullon | - Achyronas Liopetriou - AEK Kythreas - AEM Mesogis - AMEP Parekklisia - Anagennisi Lythrodonta - Apollon Lympion - Ethnikos Latsion - THOI Avgorou |

## Vorrunde
In dieser Runde traten alle 14 Teams der Second Division, alle 14 Teams der Third Division und 8 Teams der Fourth Division an.
|                            | Ergebnis  |                                |
| -------------------------- | --------- | ------------------------------ |
| Aris Limassol              | 2:0       | Rotsidis Mammari               |
| PAEEK Kyrenia              | 7:4       | PEFO Olympiakos Limasol        |
| APEP Pitsilia              | 4:0       | Chalkanoras Idaliou            |
| AEM Mesogis                | 5:2       | Othellos Athienou              |
| Anagennisi Lythrodonta     | 1:2       | Anagennisi Germasogeias        |
| Anagennisi Deryneia        | 1:1 n. V. | Onisilos Sotira                |
| AEK Kythreas               | 0:2       | AEK/Achilleas Agios Theraponta |
| ATE PEK Ergaton            | 2:3 n. V. | Omonia Aradippou               |
| Kinyras Empas              | 1:0       | Enosis Kokkinotrimithia        |
| Elia Lythrodonta           | 2:3       | Sourouklis Troullon            |
| Enosis Neon THOI Lakatamia | 4:1       | Ethnikos Latsion               |
| AEZ Zakakiou               | 3:0       | AMEP Parekklisia               |
| Digenis Akritas Morphou    | 5:0       | Apollon Lympion                |
| AO Agia Napa               | 6:3       | THOI Avgorou                   |
| SEK Agiou Athanasiou       | 2:1       | Adonis Idaliou                 |
| ASIL Lysi                  | 0:5       | Nea Salamis Famagusta          |
| Iraklis Gerolakkou         | 5:1 n. V. | Achyronas Liopetriou           |
| Akritas Chlorakas          | 1:1 n. V. | MEAP Nisou                     |

### Wiederholungsspiele
|                 | Ergebnis |                     |
| --------------- | -------- | ------------------- |
| Onisilos Sotira | 2:1      | Anagennisi Deryneia |
| MEAP Nisou      | 4:1      | Akritas Chlorakas   |

## 1. Runde
Alle 14 Vereine der First Division stiegen in dieser Runde ein. Diese Teams wurden nicht gegeneinander gelost.
|                            | Ergebnis |                                |
| -------------------------- | -------- | ------------------------------ |
| Omonia Nikosia             | 6:1      | AEM Mesogis                    |
| AEK Larnaka                | 3:1      | Onisilos Sotira                |
| PAEEK Kyrenia              | 1:7      | Olympiakos Nikosia             |
| Doxa Katokopia             | 7:0      | Kinyras Empas                  |
| Ethnikos Assia             | 7:0      | Sourouklis Troullon            |
| APOEL Nikosia              | 0:1      | Nea Salamis Famagusta          |
| AE Paphos                  | 3:0      | Aris Limassol                  |
| Anagennisi Germasogeias    | 1:6      | AEL Limassol                   |
| Ermis Aradippou            | 5:1      | AO Agia Napa                   |
| MEAP Nisou                 | 1:3      | Apollon Limassol               |
| SEK Agiou Athanasiou       | 0:4      | Ethnikos Achnas                |
| Enosis Neon THOI Lakatamia | 1:4      | Alki Larnaka                   |
| APEP Pitsilia              | 0:4      | Anorthosis Famagusta           |
| Enosis Neon Paralimni      | 6:0      | Omonia Aradippou               |
| AEZ Zakakiou               | 4:1      | Iraklis Gerolakkou             |
| Digenis Akritas Morphou    | 5:0      | AEK/Achilleas Agios Theraponta |

## 2. Runde
|                       | Gesamt          |                         | Hinspiel | Rückspiel |
| --------------------- | --------------- | ----------------------- | -------- | --------- |
| Olympiakos Nikosia    | 1:3             | Anorthosis Famagusta    | 1:1      | 0:2       |
| Nea Salamis Famagusta | 7:2             | Digenis Akritas Morphou | 5:0      | 2:2       |
| Apollon Limassol      | (a)2:2(a)       | AE Paphos               | 1:0      | 1:2       |
| Enosis Neon Paralimni | 2:2 (3:2 i. E.) | AEK Larnaka             | 2:0      | 0:2 n. V. |
| Doxa Katokopia        | 3:6             | Ethnikos Achnas         | 2:2      | 1:4       |
| Ethnikos Assia        | 2:0             | AEZ Zakakiou            | 2:0      | 0:0       |
| AEL Limassol          | 9:1             | Ermis Aradippou         | 4:0      | 5:1       |
| Omonia Nikosia        | 7:1             | Alki Larnaka            | 4:0      | 3:1       |

## Viertelfinale
|                       | Gesamt |                       | Hinspiel | Rückspiel |
| --------------------- | ------ | --------------------- | -------- | --------- |
| Omonia Nikosia        | 6:4    | Apollon Limassol      | 3:0      | 3:4       |
| Enosis Neon Paralimni | 4:3    | Ethnikos Assia        | 4:2      | 0:1       |
| Anorthosis Famagusta  | 1:0    | AEL Limassol          | 1:0      | 0:0       |
| Ethnikos Achnas       | 2:1    | Nea Salamis Famagusta | 1:1      | 1:0       |

## Halbfinale
|                       | Gesamt    |                 | Hinspiel | Rückspiel |
| --------------------- | --------- | --------------- | -------- | --------- |
| Anorthosis Famagusta  | 5:0       | Omonia Nikosia  | 3:0      | 02:0 1    |
| Enosis Neon Paralimni | (a)1:1(a) | Ethnikos Achnas | 1:1      | 0:0       |

## Finale
| Paarung              | Anorthosis Famagusta – Ethnikos Achnas |
| Ergebnis             | 1:0 (0:0) |
| Datum                | 11. Mai 2002 |
| Stadion              | GSP-Stadion, Nikosia |
| Zuschauer            | 9.448 |
| Schiedsrichter       | Louis Loizou |
| Tore                 | 1:0 Kyriacos Chailis (84.) |
| Anorthosis Famagusta | Nicos Panayiotou – Nikos Nicolaou, Petros Konnafis, Stavros Foukaris – Christos Kotsonis, Panikkos Pounas (74. Kyriacos Chailis), Radoslaw Michalski, Slawomir Majak, Christos Velis (90. Kyriakos Koursaros), Panayiotis Xiourouppas (55. Marios Neophytou), Wojciech Kowalczyk Cheftrainer: Nikolaj Kostow ( Bulgarien) |
| Ethnikos Achnas      | Aleksandar Kocić – Christodoulos Foulis, Jan Peisa, Marios Pashialis (46. Dionysiou), Lambros Lambrou, Nicos Sofocleous (46. Dragoslav Musić), Loukas Zeniou, Christos Poyiatzis, Borce Gjurev, Vančo Trajčev, Alexis Alexandrou (77. Andreas Hadjis)                                                                     |